# (15896) Birkhoff
(15896) Birkhoff (1997 LX5) – planetoida z grupy pasa głównego asteroid okrążająca Słońce w ciągu 3,78 lat w średniej odległości 2,42 j.a. Odkryta 13 czerwca 1997 roku.